# 上缅甸

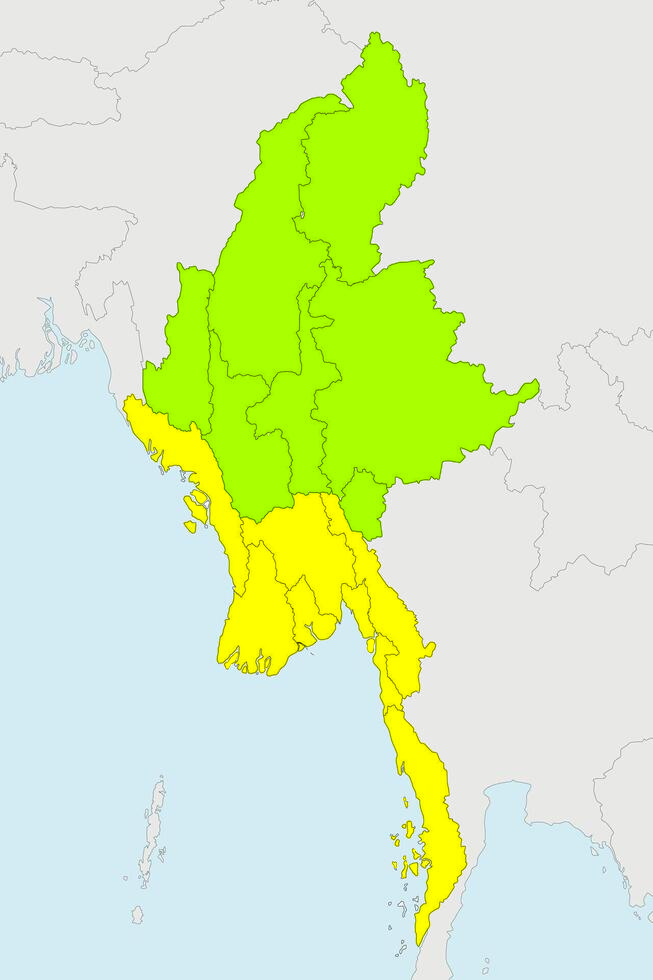
綠色區域為上緬甸

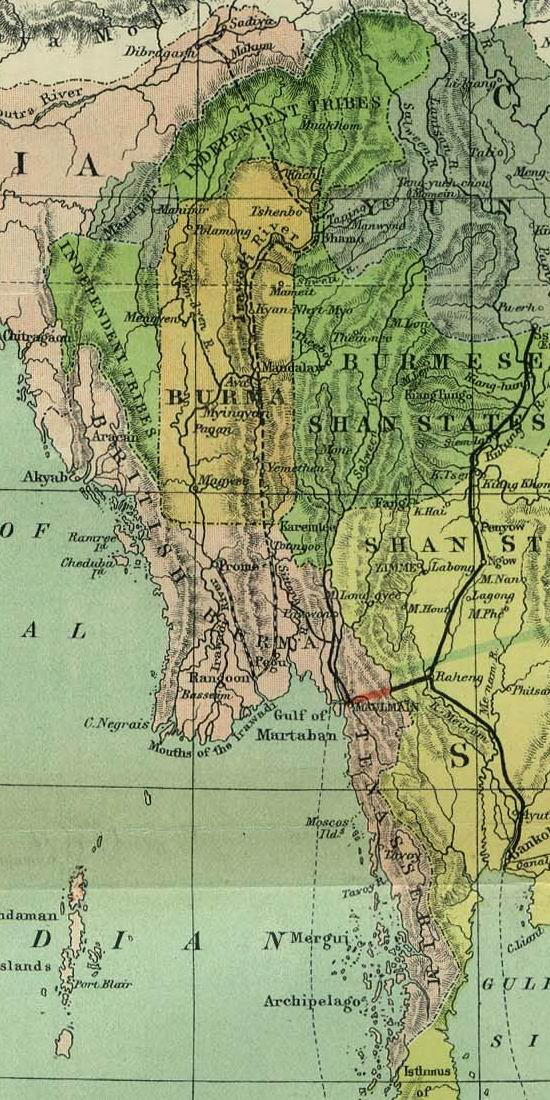
1885年的緬甸地圖，上缅甸为橙色，英属缅甸（下缅甸）及其它英属领地为粉色。

上缅甸（亦称真缅甸）是缅甸的一个地理区域，與下緬甸相對，狭义上指包括曼德勒及其周边地区（今曼德勒省、实皆省和马圭省）的缅族传统中心（又称干旱区），广义上还包括克钦邦和掸邦。
在缅甸语中，上缅甸的人通常被称作a-nya tha，而下缅甸的人则被称为auk tha。
这个词语由英国人首先使用，指现今缅甸的中部及北部地区。1852年的第二次英缅战争后，下缅甸被大英帝国吞并，上缅甸则在贡榜王朝的统治下保持独立，直到1885年的第三次英缅战争。
上缅甸亦被视作缅甸本部及阿瓦王国。从历史上来说，上缅甸的人口以缅人为主（下缅甸则主要讲孟文，直到19世纪早期），而殖民地政府指定的英属缅甸则包括了少数民族地域，如掸邦和今克钦邦。
上下缅甸之间的差异在一些政府部门中也有所体现，如缅甸教育部在上下缅甸均设有办公室。一些报纸也会因地制宜，缅甸语版的缅甸时报就是一例，其中有关于上缅甸新闻的专栏。在语言的差异方面，上缅甸语各方言之间的差别微不足道，特别是在选词用字上；而在上下缅甸语之间则不然，比如在亲属称谓方面，下缅甸语不像上缅甸语那样，会区分出父系亲属和母系亲属。而在伊洛瓦底江流域，虽然包括了下缅甸的部分地区，这里的缅甸语却相当一致。

## 出處
1. ↑  . မြန်မာတိုင်း(မ်). : c  [27 August 2011]. （原始内容存档于2011年9月17日）.